# やすみりえ
やすみ りえ（1972年3月1日 - ）は、兵庫県神戸市出身の川柳作家である。オフィス北野を経て、FIRST AGENTに所属。

## 来歴・人物
大手前女子大学文学部英米文学科卒業。大学在学中の1991年度には、サンテレビガールズの第22期生としても活動していた。
大学卒業後、本格的に作句を開始し、恋をテーマにした句を中心に川柳を詠み続けている。近年ワイドショーなどにコメンテーターとしても出演する機会が多くなっている。文化庁文化審議会国語分科会の委員。
趣味は料理、クラシック音楽鑑賞、和雑貨収集。特技は書道、ラブレターの代筆。
2009年11月9日、出雲大社にて結婚式を挙げた。相手は川柳が縁で知り合った10歳年下の会社員。
2019年6月から、FIRST AGENTに所属
2021年12月、文化庁長官表彰。

## メディア出演

### テレビ
- 趣味悠々（NHK教育）
- さんまのSUPERからくりTV（TBSテレビ）
- 中居正広の金曜日のスマたちへ（TBSテレビ）
- 踊る!さんま御殿!!（日本テレビ）
- 情報プレゼンター とくダネ!（フジテレビ）
- 知的冒険 ハッケン!!（フジテレビ） - コメンテーター
- 笑っていいとも!この気持ちあるある! なりきり川柳コーナー（フジテレビ） - 月曜日、レギュラー・ゲスト等と共に審査員として出演
- 情報ライブ ミヤネ屋（読売テレビ）
- かんさい情報ネットten!（読売テレビ）
- 波のりラジオWeek End Fever川柳コーナー（西日本放送）
- たかじんのそこまで言って委員会（読売テレビ） - ゲスト出演
- 俳句王国（NHK-BS2） - ゲスト出演
- ビジネス新伝説 ルソンの壺（NHK大阪） - 不定期レギュラー
- 小林麻耶の本に会いたい（BSジャパン） - ゲスト出演
- こんにちはいっと6けん（NHK総合 首都圏） - 川柳じぶん流・講師
- ひるまえほっと（NHK総合 首都圏） - やすみりえのほっと川柳・講師
- 大人のヨーロッパ街歩き（BS日テレ/旅チャンネル）
- 趣味どきっ!「姫旅〜華麗なる戦国ヒロイン紀行〜」（NHK Eテレ、2016年12月・2017年1月期（全8回）） - 旅人

### ラジオ
- 夏休み子ども川柳（2013年8月3日・8月24日・8月31日、NHKラジオ第1） - 選者
- 大沢悠里のゆうゆうワイド（TBSラジオ）「やすみりえの ふらり川柳 街あるき」 - 出演
- 生島ヒロシのおはよう一直線（TBSラジオ）「ホクトpresentsきのこで菌活！健康GoGo！！」 - 出演
- ラジオ深夜便（2021年10月14日・NHKラジオ第1） - インタビュー

## 著書
- ハッピーエンドにさせてくれない神様ね（新葉館出版）
- 平凡な兎（JDL）
- やすみりえのとっておき川柳道場（浪速社）
- やすみりえのトキメキ川柳（浪速社）
- 50歳からはじめる俳句・川柳・短歌の教科書（坊城俊樹、東直子共著、滋慶出版）
- 召しませ、川柳（新葉館出版、2014年）

## 関連書籍
- 恋していいとも!あるある川柳（扶桑社）

## 受賞歴
2021年
- 令和3年度文化庁長官表彰